# Čolponata
Çolpon-Ata (in kirghiso Чолпон-Ата?) è una città del Kirghizistan, capoluogo del distretto di Ysyk-Köl; l'insediamento è situato sulla riva settentrionale del lago Ysyk-Köl.

## Storia
Ai tempi dell'Unione Sovietica la località era molto frequentata dai vacanzieri di tutte le repubbliche in virtù dei suoi sanatori uniti alla presenza del lago e all'impressionante panorama che si gode dalla città (catena montuosa del Tien Shan), che contribuirono a sviluppare una serie di strutture alberghiere rendendola una meta turistica estiva.
Il collasso dell'Unione Sovietica ha portato a un drammatico calo del turismo nell'area, oggi visitata solo da turisti nazionali (kirghisi) o provenienti dai paesi confinanti (uzbeki e kazaki), con il conseguente disfacimento degli edifici che avrebbero bisogno di serie ristrutturazioni; in città sono altresì presenti un museo e un sito a cielo aperto che ospita petroglifi con una datazione che va dal 1500 a.C. al 1000 d.C.
Il toponimo Čolponata significa in chirghiso padre di Čolpon, un'eroina leggendaria.

## Infrastrutture e trasporti
Cholpon-Ata è collegata a Tamčy (a ovest) e a Bosteri (a est) tramite l'autostrada A363